# Малито
Малито (итал. Malito) — коммуна в Италии, располагается в регионе Калабрия, подчиняется административному центру Козенца.
Население составляет 896 человек, плотность населения составляет 56 чел./км². Занимает площадь 16 км². Почтовый индекс — 87030. Телефонный код — 0984.
Покровителем коммуны почитается святой пророк Божий Илия, празднование в четвёртую субботу мая.
Соседние коммуны: Альтилия, Бельсито, Дипиньяно, Доманико, Гримальди, Патерно-Калабро.